# Перт Овал
Перт Овал, који се налази у Перту граду у Аустралији, је стадион који се користи за рагби 15 и фудбал. Перт Овал је дом рагбиста Вестерн Форса, екипе која игра у најјачем рагби јунион такмичењу. Овај стадион има капацитет од 20.500 седећих места. Овај стадион има дугу традицију, на њему су се у прошлости играли крикет, рагби 13 и аустралијски фудбал (енгл. Australian rules football). Рекордна посета забележена је на утакмицама у рагбију 15, на утакмици Крусејдерси-Вестерн Форс 22.000 гледалаца и на утакмици рагбија 13 Саут Сиднеј ребитс-НЗ вориорси 20.272 гледалаца.